# Micryletta inornata
Espèce
Synonymes
- Microhyla inornata Boulenger, 1890
- Microhyla inornata lineata Taylor, 1962

Statut de conservation UICN

 LC  : Préoccupation mineure
Micryletta inornata est une espèce d'amphibiens de la famille des Microhylidae.

## Répartition
Cette espèce se rencontre dans le Sud-Est asiatique :
- au Cambodge ;
- en Inde dans les Îles Andaman ;
- en Indonésie sur l'île de Sumatra ;
- au Laos ;
- en Malaisie péninsulaire ;
- en Thaïlande ;
- au Viêt Nam ;
- dans le sud de la République populaire de Chine.

Sa présence est incertaine en Birmanie.

## Description
Micryletta inornata mesure environ 20 mm. Son dos est brun foncé, taché ou marbré de noir. Son ventre est brun. Le mâle a une gorge noire et a un sac vocal.

## Publication originale
- Boulenger, 1890 : List of the Reptiles, Batrachians and Freshwater Fishes collected by Professor Moesch and Mr. Iversen in the district of Deli, Sumatra. Proceedings of the Zoological Society of London, vol. 1890, p. 31-40 (texte intégral).